# Кьяравалле
Кьяравалле (итал. Chiaravalle) — коммуна в Италии, располагается в области Марке, подчинена административному центру Анкона.
Население коммуны, на 01.01.2024 года, составляет 14 282 человека, плотность населения ─ 791,73 чел./км². Коммуна занимает площадь 17 км². 
Почтовый индекс — 60033. Телефонный код — 071.
Покровителем населённого пункта почитается святой Бернар Клервоский.

## Климат
Согласно климатической классификации итальянских муниципалитетов, Кьяравалле входит в климатическую зону D, количество градусо-дней составляет 1823.

## Демография
Название жителей ─ кьяравалле́зи.
Динамика населения:

## Администрация коммуны
- Официальный сайт: http://www.comune.chiaravalle.an.it

## Города-побратимы
- Табуасу, Португалия
- Тройенбрицен, Германия[3]